# Зілаїрська сільська рада (Баймацький район)
Зілаї́рська сільська рада (рос. Зилаирский сельский совет) — муніципальне утворення у складі Баймацького району Башкортостану, Росія. Адміністративний центр — село Ургаза.

## Населення
Населення — 3216 осіб (2019, 3833 в 2010, 4836 в 2002).

## Склад
До складу поселення входять такі населені пункти:
| Населений пункт     | Населення, осіб (2002) | Населення, осіб (2010) |
| ------------------- | ---------------------- | ---------------------- |
| Комсомол, присілок  | 273                    | 222                    |
| Культабан, присілок | 369                    | 364                    |
| Октябр, присілок    | 235                    | 201                    |
| Покровка, присілок  | 224                    | 167                    |
| Сосновка, присілок  | 530                    | 407                    |
| Урал, присілок      | 303                    | 215                    |
| Ургаза, село        | 2902                   | 2257                   |